# オルブライト遺伝性骨異栄養症
オルブライト遺伝性骨異栄養症（オルブライトいでんせいこついえいようしょう、英: Albright's hereditary osteodystrophy、AHO）とは偽性副甲状腺機能低下症Ⅰa型および偽性偽性副甲状腺機能低下症にみられる身体特徴のこと。

## 概要

オルブライト遺伝性骨異栄養症は常染色体優性遺伝形式をもつ

偽性副甲状腺機能低下症Ia型、偽性偽性副甲状腺機能低下症に見られ、短指症、低身長、歯牙発育異状、肥満、円形顔貌、知能障害を特徴とする。第4および第5中手骨の短縮により手を握ると凹みが認める「knuckle dimple sign」が見られる。